# Literatura fińska

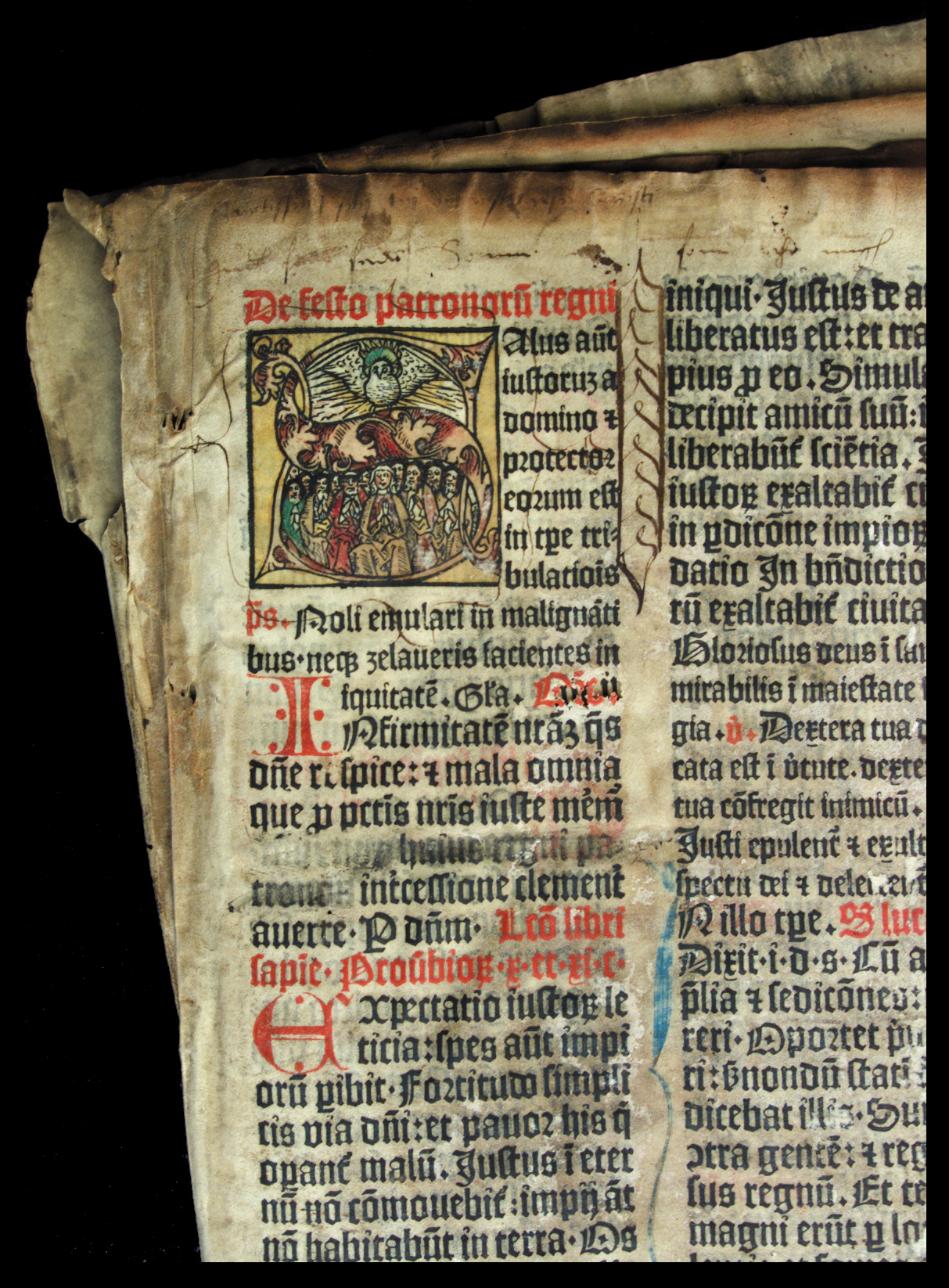
Missale Aboense – Mszał z Turku

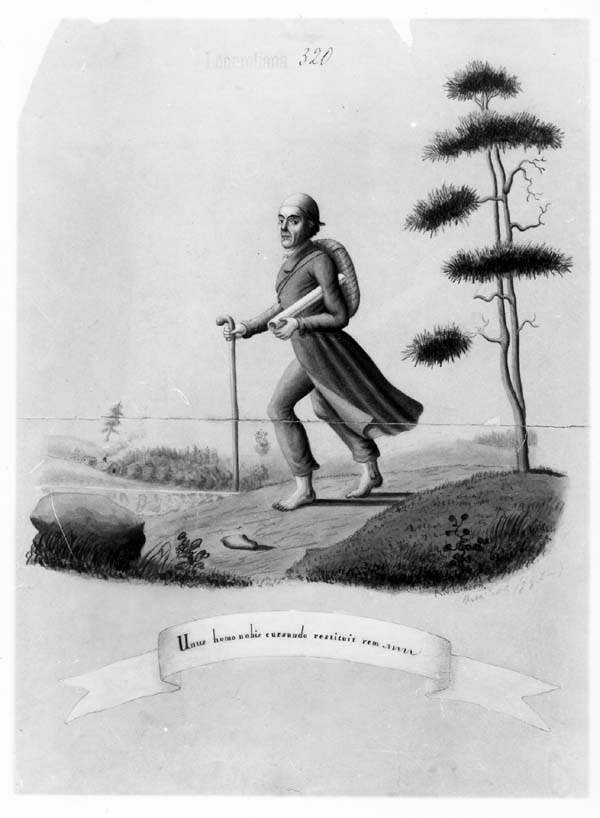
Elias Lönnrot

Literatura fińska – literatura piękna tworzona przez Finów, zarówno w kraju, jak i na emigracji. Ze względów historycznych powstaje w dwóch językach – fińskim i szwedzkim. Należy do literatur młodych, aczkolwiek dynamicznie rozwijających się. Bogata w dzieła epickie, poezję, mniej w utwory sceniczne.

## Literatura fińskojęzyczna

### Przed XIX w.
W okresie przedchrześcijańskim, przed podbojem Finlandii przez Szwecję (1249 rok) istniał bogaty zbiór opowiadań przekazywany wyłącznie w postaci ustnej, który był powiązany z pogańskimi obrzędami. Opowiadał on o zmaganiu się z przyrodą i bohaterach, którzy wyruszali do innych krain łupić wrogów. Dorobek starofińskiej kultury jest porównywalny z celtyckim i normańskim.
Pierwszy zapis języka fińskiego to jedno zdanie, zapisane cyrylicą, na korze drzewa, datowane na początek XIII wieku, znalezione w okolicach Nowogrodu Wielkiego w 1957 w Związku Radzieckim. Oryginalne jego brzmienie to: „юмолануолиїнимижи ноулисѣханолиомобоу юмоласоудьнииохови”, w zapisie alfabetem łacińskim: „jumolanuoli ï nimizi
nouli se han oli omo bou jumola soud'ni iohovi”. Jest to najstarszy znany tekst w języku fińskim i najstarszy ze wszystkich języków fińskiej grupy językowej. Drugim znanym zapisem języka fińskiego jest zdanie z kroniki podróży z roku 1450 Mynna tachton gernast spuho somen gelen Emyna dayda. Współcześnie zdanie brzmiałoby: Minä tahdon kernaasti puhua suomen kieltä, (mutta) en minä taida; pol. – naprawdę chcę mówić po fińsku, ale nie potrafię. Zdanie to miał wypowiedzieć fiński biskup. W tym czasie na terenie Księstwa Finlandii lud mówił wieloma dialektami fińskimi i fińsko-szwedzkimi.
Pierwszym, znanym z imienia i nazwiska, pisarzem fińskim jest Jöns Budde, z klasztoru  brygidek w Naantali (druga połowa XV wieku), który tłumaczył poszczególne księgi biblijne na język szwedzki, ówczesny język urzędowy Finlandii.
Praktycznie nie zachowały się do dzisiaj żadne przykłady literatury średniowiecza i wcześniejszej w języku fińskim, choć zdarzały się pojedyncze fińskie zdania wplatane w teksty dokumentów i teksty modlitw tłumaczone na ten język. Niewykluczone, że w średniowieczu w ograniczonym zakresie mogła się rozwijać fińska literatura, ale nie mogła odgrywać ona większej roli. W okresie reformacji i późniejszym wiele średniowiecznych tekstów religijnych uległo zniszczeniu. Pojedyncze zapisy dialektów języka fińskiego przetrwały w postaci zapisów cyrylicą na brzozowej korze, które odnajdowane są na terenie dzisiejszej północno-zachodniej Rosji.
Publikacja pierwszego drukowanego tekstu w języku fińskim była zasługą biskupa Mikaela Agricoli. Uczeń Marcina Lutra już w czasach studenckich zaczął tłumaczyć teksty religijne, szczególnie Nowy Testament. Pierwszą wydrukowaną fińską książką był wydany najpóźniej w 1543 roku elementarz Abckiria,  który był przede wszystkim ukierunkowany religijnie i zawierał katechizm. Drugie, mniej znane dzieło to Rucouskirja. Fińskie tłumaczenie Nowego Testamentu (Se Wsi Testament) ukazało się w roku 1548. W jego ślady poszli Paavali Juusten, Jaakko Suomalainen i Erik Sorolainen, którzy zajmowali się głównie pisaniem pieśni religijnych i katechizmów. Pierwszy pełny przekład Biblii w języku fińskim ukazał się w roku 1642 pod nazwą: Biblia: Se on: Coco Pyhä Ramattu  Suomexi. Przekład ten dedykowany Krystynie, królowej Szwecji jest znany jako: Kristiinan Raamattu (Biblia Krystyny). Do XVIII wieku większość fińskich pisarzy była duchownymi.
Z XVII wieku można znaleźć nieliczne wiersze odwołujące się do przedchrześcijańskich tradycji fińskich, które nawiązywały do Kalevali (Laurentius Petri, Juhana Cajanus). W życiu publicznym coraz bardziej dominował język szwedzki, a fiński był używany głównie przez chłopów. W 1700 roku fiński duchowny Daniel Juslenius opublikował dzieło Aboa Vetus Et Nova, w którym pisał o konieczności oderwania się od Szwecji, a swój lud wywodził od plemion Izraela. Zapoczątkowało to budzenie się świadomości narodowej, a autor został uznany za pierwszego przedstawiciela ruchu narodowego, który w XIX wieku przybrał nazwę Fennomanów.
W drugiej połowie XVIII wieku fińskojęzyczna literatura zaczęła odgrywać większą rolę, która wcześniej skupiała się głównie na sprawach religii. W 1770 roku fiński historyk Henrik Gabriel Porthan (1739–1804) wydał zbiór fińskiej poezji, która sięgała jeszcze czasów pogańskich.
W 1771 roku zaczęła się ukazywać pierwsza fińska gazeta: „Tidningar Utgifne Af et Sällskap i Åbo”, a pięć lat później zaczęto wydawać pierwszą gazetę w języku fińskim, „Suomenkieliset Tieto-Sanomat".

### Wiek dziewiętnasty
Finlandia zawsze była krajem bogatej twórczości ludowej. Setki wierszy, legend, opowiadań tworzą jeden z największych tego typu zbiorów na świecie. Wiele zostało zebranych i wydanych jako Stare wiersze ludu fińskiego. Zbiór ten liczy 27 000 stron w 33 tomach. Dzieło do druku przygotował Antti Aarne.
Najsłynniejszym zbiorem podań i pieśni ludowych jest Kalevala. Uważana za narodowy poemat epicki, swe powstanie zawdzięcza Eliasowi Lönnrotowi, choć nad wydaniem i kompilacją pracowało o wiele więcej osób. Opublikowana w 1835 roku stała się szybko symbolem dążeń narodowościowych Finów, będących wtedy pod polityczną kontrolą Rosji. Wraz z innym zbiorem Kanteletar wywarła także wpływ na twórczość fińskiego kompozytora Jeana Sibeliusa.
Za pierwszą powieść wydaną w języku fińskim uważa się Siedmiu braci Aleksisa Kivi (1870) – opowieść o siedmiu prostych braciach w obliczu nadciągającej rewolucji technicznej. Od tego czasu oprócz dominującej w literackich opisach klasy średniej, literatura fińska kojarzy się szeroko z opisem życia wiejskiego i warstw ubogich.
W XIX wieku znacznie lepiej rozwijała się poezja. Najsłynniejszy poeta tego okresu to Eino Leino tworzący w duchu liryki romantycznej. Powstały również pierwsze znaczące sztuki sceniczne. Pionierką była Minna Canth, uznana równocześnie za prekursorkę feminizmu w literaturze fińskiej. Jej sztuki Työmiehen vaimo i Anna Liisa wywołały skandal obyczajowy, niemniej jednak znacznie przyczyniły się do zmiany prawodawstwa fińskiego w zakresie praw kobiet.

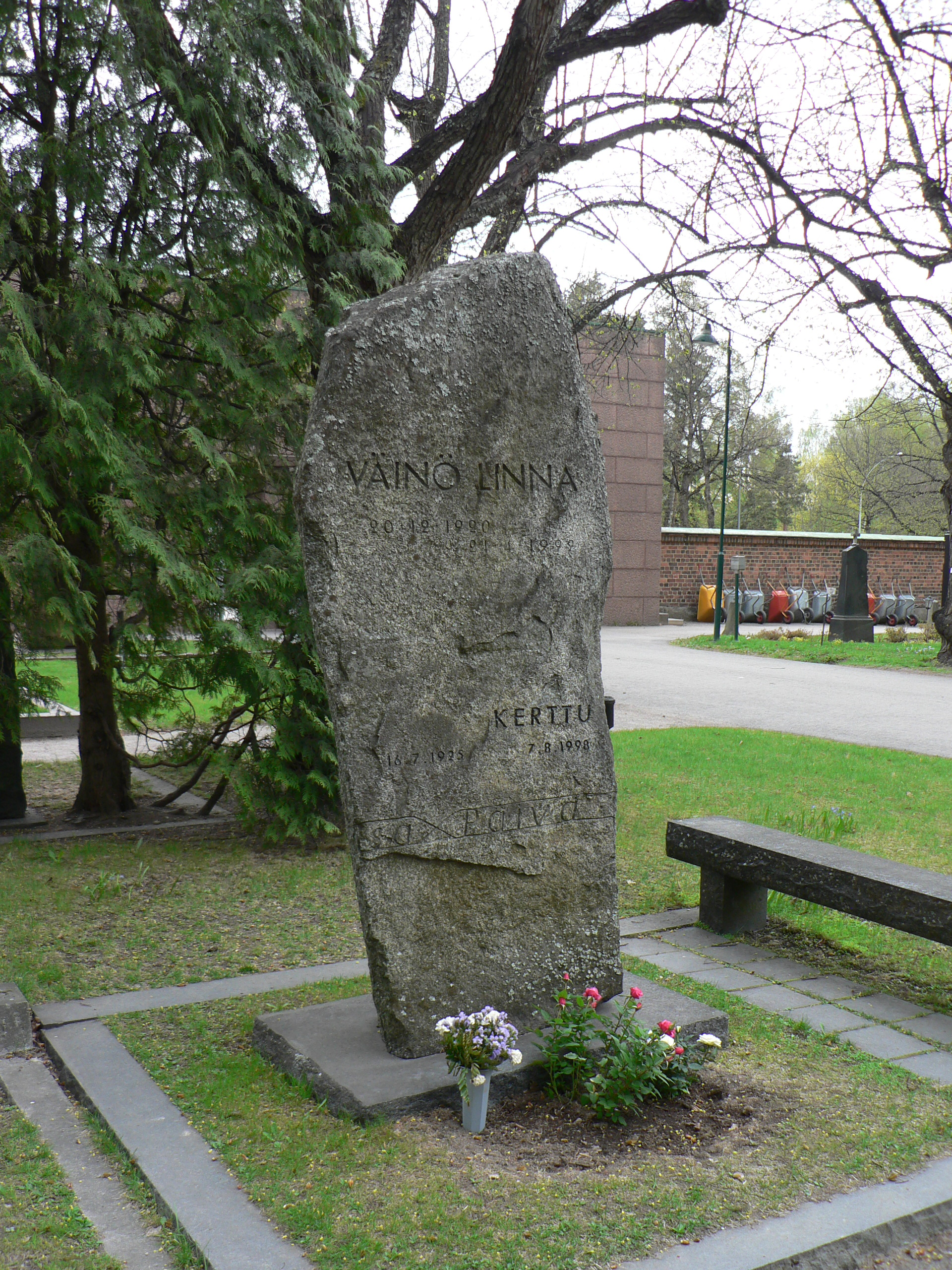
Grób Väinö Linny w Tampere

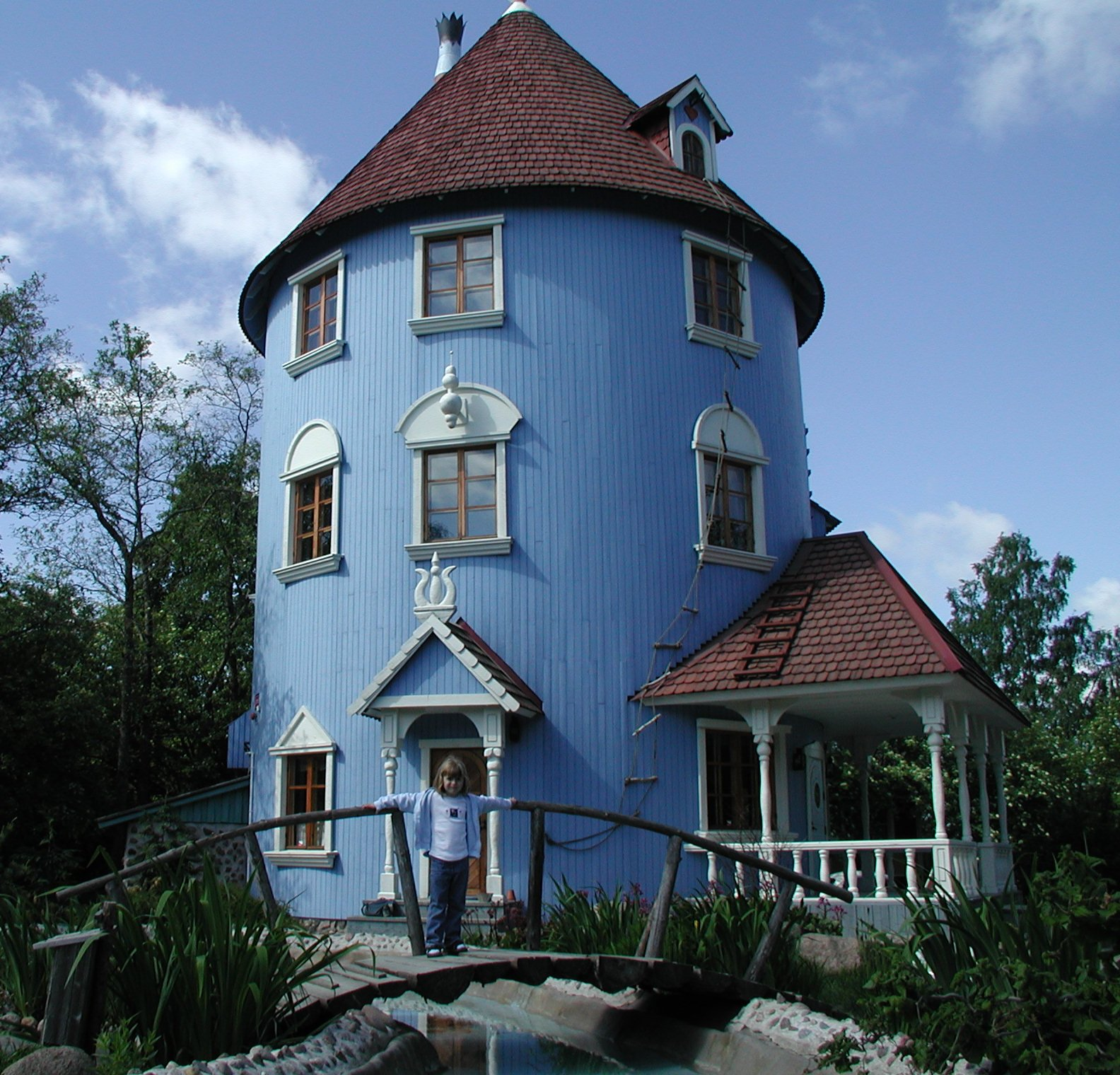
Dom Muminków według projektu Tove Jansson

### Wiek dwudziesty
Uzyskanie niepodległości w roku 1917 i wojna domowa (1917–1918) odbiły się szerokim echem w literaturze fińskiej. Frans Eemil Sillanpää za powieść Hurskas kurjuus (Nabożna nędza) uzyskał pierwszą i jak do tej pory jedyną nagrodę Nobla (1939). Temat wojny domowej został podjęty również przez Väinö Linnę w powieści Tuntematon Sotilas (Żołnierz nieznany). Innym popularnym pisarzem fińskim okresu przedmodernistycznego był Mika Waltari, a jego Egipcjanin Sinuhe (1945) zyskał światową sławę. Powieść wyszła tuż po II wojnie światowej i dobrze oddawała degradację wartości humanistycznych.
Duże znaczenie tamtego okresu mają powieści realistyczne i naturalistyczne. Najsłynniejszym dziełem tego nurtu jest powieść Joela Lehtonena Putkinotko, opisująca jeden dzień z życia niewielkiej wioski. Inny pisarz tego nurtu to Pentti Haanpää, opisujący w krótkich powieściach i nowelach życie za kręgiem polarnym.

### Czasy współczesne
Po II wojnie światowej pojawił się nurt rozliczeniowy (Väinö Linna, Jorma Kurvinen). Najsłynniejsze dzieło tego okresu to zekranizowana i przetłumaczona na wiele języków powieść Väinö Linny Żołnierz nieznany (fin. Tuntematon Sotilas), opisująca wojnę fińsko-rosyjską i polemizująca z dotychczasowym mitem żołnierza fińskiego jako walecznego, acz mało inteligentnego.
W latach pięćdziesiątych Paavo Haavikko i Eeva-Liisa Manner zapoczątkowali wzorowanie się w literaturze na twórczości brytyjskiej i amerykańskiej, głównie T.S. Eliota i Ezry Pounda. Nieco inny kierunek przyjął Timo K. Mukka, autor dziewięciu lirycznych powieści m.in. Pieśń dzieci Syberii. Wzorem innych krajów skandynawskich nie brak wnikliwej analizy świata dzieci. jeden z najgłośniejszych utworów na ten temat to Veljeni Sebastian Anniki Idström.
Literatura fińskojęzyczna jest tłumaczona na wiele języków świata, w tym również polski.

## Literatura w jęz. szwedzkim
Nawet po wyodrębnieniu się literatury fińskojęzycznej, szwedzki pozostał ważnym dla literatury językiem na ziemiach fińskich. Najsłynniejszym pisarzem szwedzkojęzycznym XIX wieku był Johan Ludwik Runeberg. Jego przetłumaczony potem na fiński wiersz Nasz kraj (Vårt Land) został hymnem narodowym Finlandii.
Obecnie najsłynniejszą pisarką szwedzkojęzyczną jest Tove Jansson, a jej opowieści o Muminkach zyskały światową sławę i doczekały się licznych adaptacji.

## Projekt Runeberg
Wzorowana na Projekcie Gutenberg inicjatywa Projekt Runeberg jest elektroniczną biblioteką udostępniającą nieobjęte prawami autorskimi teksty literatury skandynawskiej, w tym również fińskiej.

## Grupy i kierunki literackie
- Klin – lewicowa grupa poetycka, założona w 1936[10]
- Nosiciele Ognia – grupa literacka działająca w latach 20. i 30. XX w., postulująca odnowienie literatury fińskiej[11]
- Włóczęga – grupa fińskich pisarzy szwedzkojęzycznych, działająca w drugim dziesięcioleciu XX w., inspirująca się modernizmem i dekadentyzmem[12]